# Cronwell Jara
Cronwell Jorge Jara Jiménez (Piura, 26 luglio 1949) è uno scrittore e poeta peruviano.
È autore di importanti libri di racconti e novelle tra cui: Babà Osaìm, Las huellas del puma, Patìbolo para un caballo. È stato tradotto in inglese, tedesco, francese, svedese e russo. Ha vinto premi importanti tra cui il Primo Premio Josè Maria Arguedas, il Primo Premio Enrad Perù e il Primo Premio Cope. In Italia ha pubblicato il libro Le rane ambasciatrici della pioggia per la casa editrice Ad est dell'equatore.
Nel 1955 si trasferì con la sua famiglia a Lima. Si laureò in Letteratura alla Universidad Nacional Mayor de San Marcos, con la tesi "Propuesta metodológica para la escritura de cuentos para niños. Manual y método", e gli fu dato il compito all'inizio del 1983 di rappresentare il Perù alla riunione dei Giovani Artisti latino-americani, organizzata da La Casa de las Americas a L'Avana.
Dal 1983 al 1985 ha scritto sceneggiature (Asalto al tren más alto del mundo, Petizos; y Froylán Alama). Corresse anche i dialoghi per il film "El mundo de los Chapis" (diretto da Juan Carlos Torrico e scritto da María Ruiz) e "La boca del lobo" (produzione de Stefan Kaspar).
Nel 1987 si recò in Brasile per specializzarsi nella stesura di sceneggiature per soap opera.
Nel 1991 vinse il prestigioso Premio Casa de las Américas nella sezione romanzo.
Nel 1994 ha partecipato al Simposium Literatura Peruana Hoy, in Germania, dove ha presentato dal titolo "Visión de la violencia en dos novelas peruanas"
Dal 1995 al 1997 è stato membro del direttivo nazionale dell'Associazione peruviana di Letteratura per bambini e ragazzi e ha diretto il laboratorio di narrativa dell'Universidad de Lima.
I suoi racconti sono stati tradotti in inglese, italiano, francese, tedesco e svedese, ed integrano le antologie in lingua.
Ha percorso il Perù per dirigendo Taller Itinerante de Narrativa Breve, invitato da varie università e istituzioni culturali.

## Premi
- Primo Premio nel 'Concurso José María Arguedas', organizzato per l'Instituto Peruano-Giapponese nel 1979, con la storia 'Hueso duro'.
- Primo Premio ENRAD-PERU, 'Cuentos para TV', 1979, con 'El Rey Momo Lorenzo se venga'.
- Nel 1985 ha vinto due menzioni d'onore, una nel concorso di romanzi ECASA e un altro al concorso La storia di 1000 parole, della rivista Caretas.
- Primo Premio Copé de Cuento, 1985, con La fuga de Agamenón Castro.
- Primo Premio ICPNA 2008 con il racconto "Ruperto, el torito saxofonista"

## Opere pubblicate
- Montacerdos. Novella breve, 1981.
- Las huellas del puma. Racconti, 1986.
- El asno que voló a la luna. Storie per bambini, 1987.
- Patíbulo para un caballo. Novella, 1989.
- Montacerdos e altri racconti, 1990.
- Barranzuela, un rey africano en el Paititi . Racconti, 1990.
- Don Rómulo Ramírez, cazador de cóndores. Racconti, 1990.
- Colina de los helechos. Poesie, 1992.
- Agnus Dei. Racconti, 1994.
- Las ranas embajadoras de la lluvia - Cuatro aproximaciones a la Isla Taquile, in coedizione con Cecilia Granadino), 96 storie, Ediciones Minka, 1995.
- Arte de cazar dragones; manual y método para escribir cuentos para niños de todas las edades. Ed. San Macos, 2003.
- Babá Osaím, cimarrón; 46 storie. Ed. San Marcos. 2003.
- Fraicico, el esclavo sobre el toro ensillado. Antologia di racconti. San Marcos, 2004.
- Cabeza de Nube y las trampas del destierro. Novella breve. Ed. San Marcos, 2006.
- Esopo, esclavo de la fábula. Novella breve. Ed. San Marcos, 2006.
- Manifiesto del Ocio. Poesie. Ed. San marcos, 2007.
- Le rane ambasciatrici della pioggia, Napoli, ad est dell'equatore, 2008.
- Ruperto, el torito Saxofonista. Ed. Santillana, 2009.
- Academia de la tristeza. Poesie. Ed. Siete Vientos, Diario Correo de Piura, 2008.